# Парк школи-інтернату (Сколе)
Парк шко́ли-інтерна́ту — парк-пам'ятка садово-паркового мистецтва місцевого значення в Україні. Розташований у межах міста Сколе Львівської області, на вул. Князя Святослава, 38 (територія Сколівської школи-інтернату).
Площа 3 га. Статус надано згідно з рішенням виконкому Львівської обласної ради від 9 жовтня 1984 року № 495. Перебуває у віданні Сколівської школи-інтернату.
Статус надано для збереження стародавнього парку, який був частиною маєтку Гредлів (див. Палац Гредлів). Видовий склад парку дуже багатий, збереглося чимало екзотів і старовікових дерев.

## Світлини

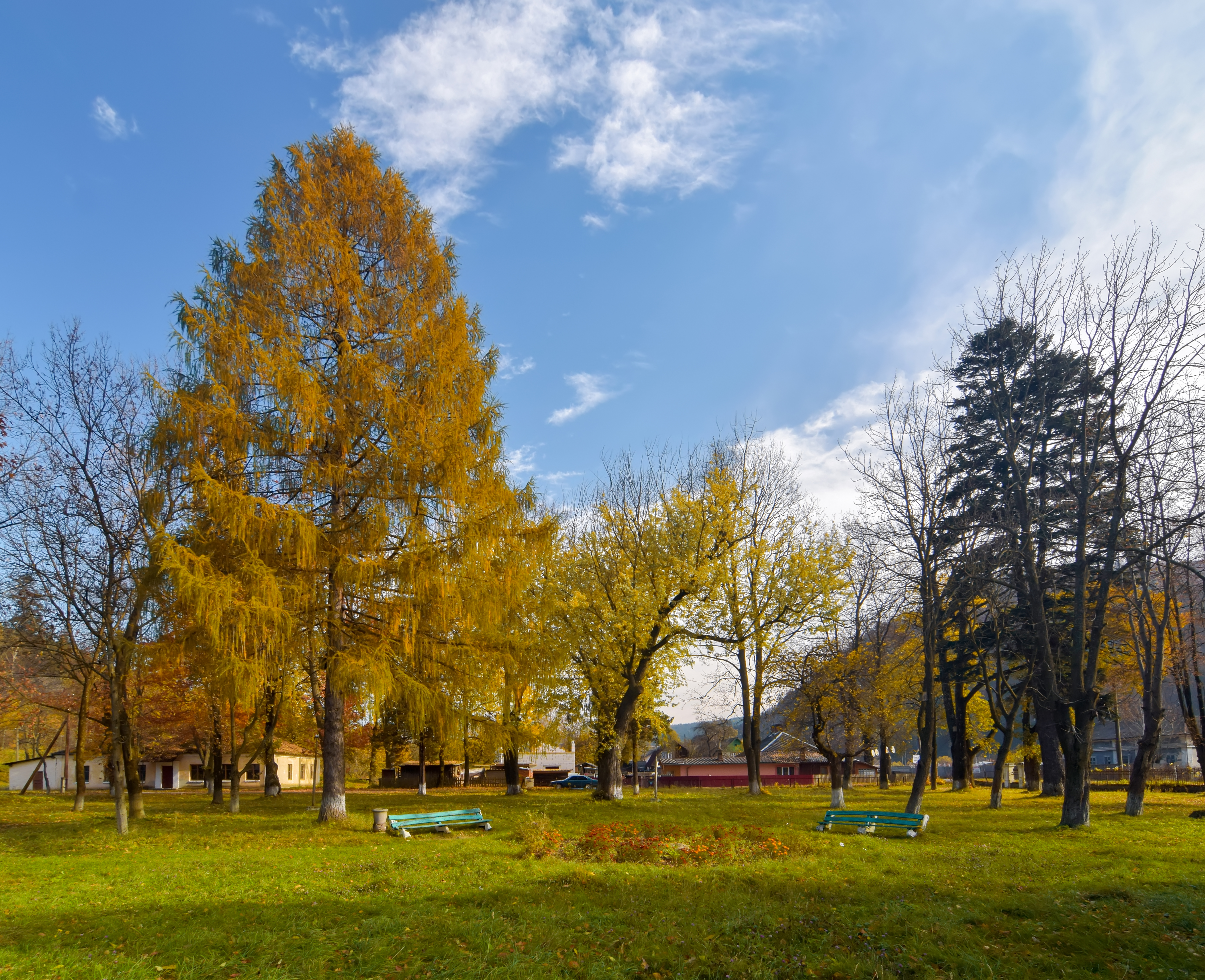
Осінній парк
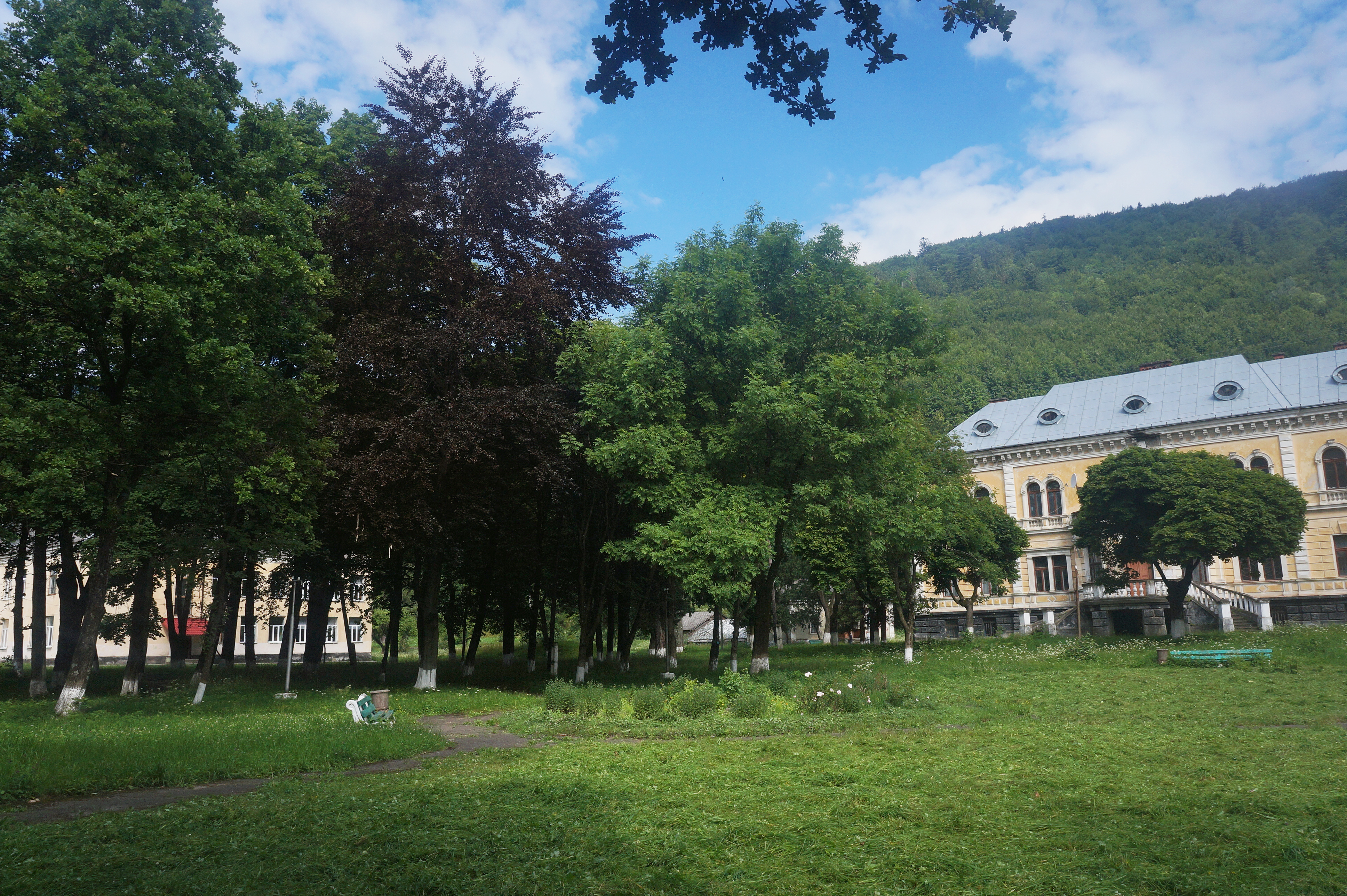
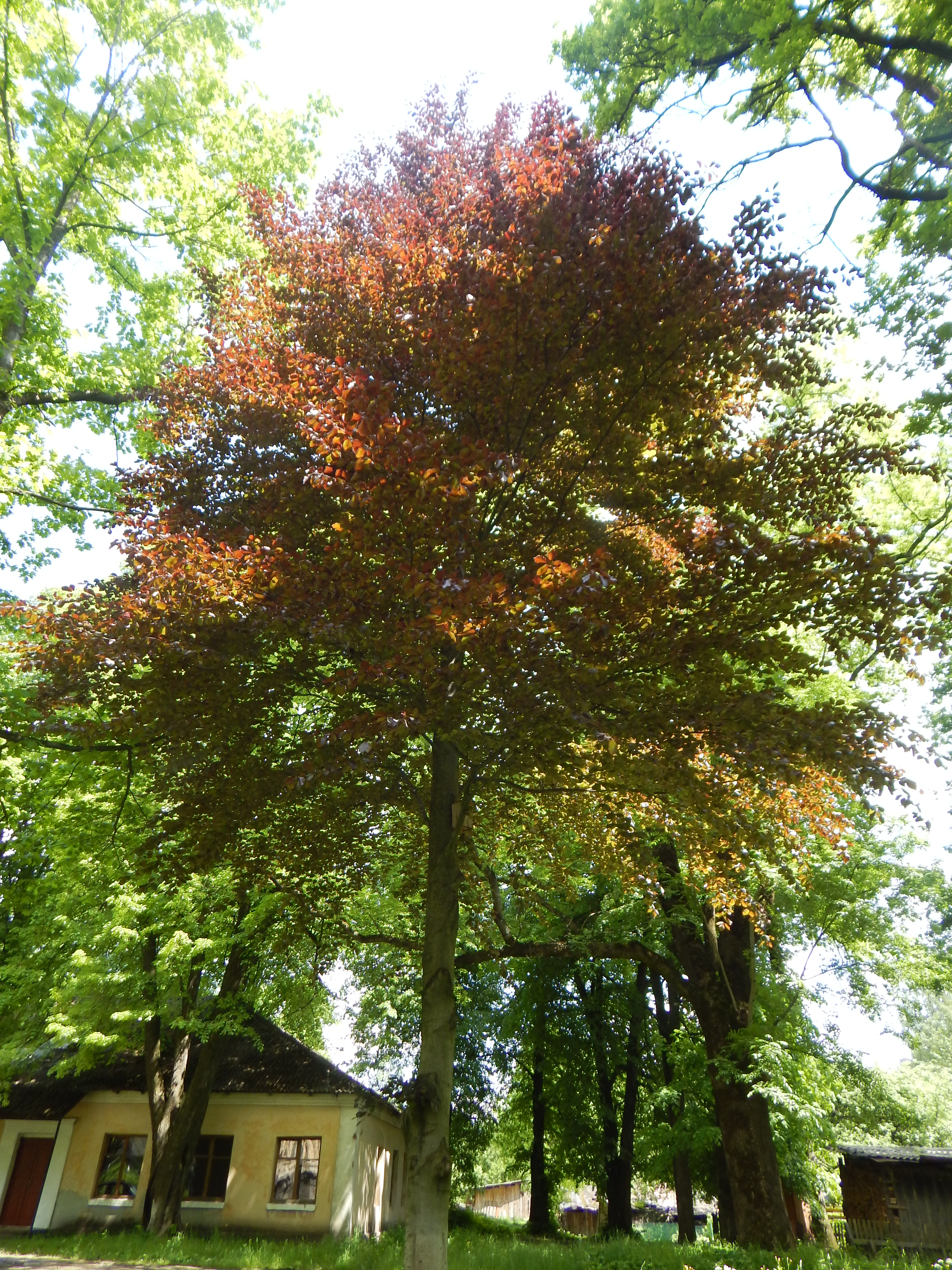